# Bastennes
 Bastennes  (en occitano Bastenas) es una población y comuna francesa, situada en la región de Aquitania, departamento de Landas, en el distrito de Dax y cantón de Amou.

## Demografía
| 264 | 259 | 237 | 241 | 227 | 241 |
| Para los censos de 1962 a 1999 la población legal corresponde a la población sin duplicidades (Fuente: INSEE [Consultar]) |     |     |     |     |     |